# Egilsay (Shetland)

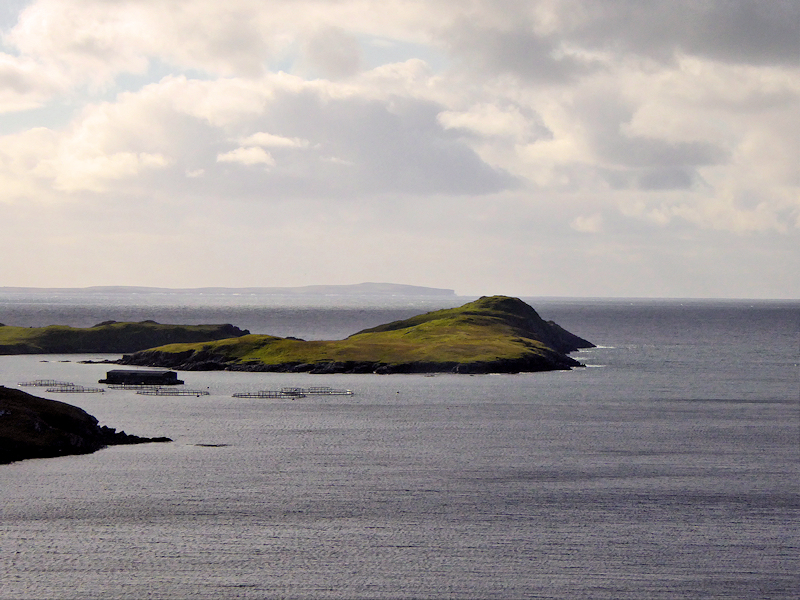
Blick über die Insel zum Meer

Egilsay ist eine Insel, die im Nordwesten der zu Schottland zählenden Shetlands liegt.

## Geographie
Die unbewohnte, aus zwei Teilen bestehende Insel liegt im Westen der Halbinsel Northmavine, einem nordwestlichen Ausläufer Mainlands, im Übergangsbereich zwischen der St Magnus Bay des Nordatlantiks im Westen und der Mangaster Voe im Osten. Im Norden verläuft der North Sound, im Südosten der South Sound. Die nächste Ortschaft ist Brae, 4,5 Kilometer im Südosten. Der höchste Punkt der Insel liegt im Nordwesten bei 44 Metern.

## Historisches
Im Rahmen der historischen Gliederung Schottlands in Civil Parishes zählt Egilsay zu Northmaven.